# Villa La Quiete

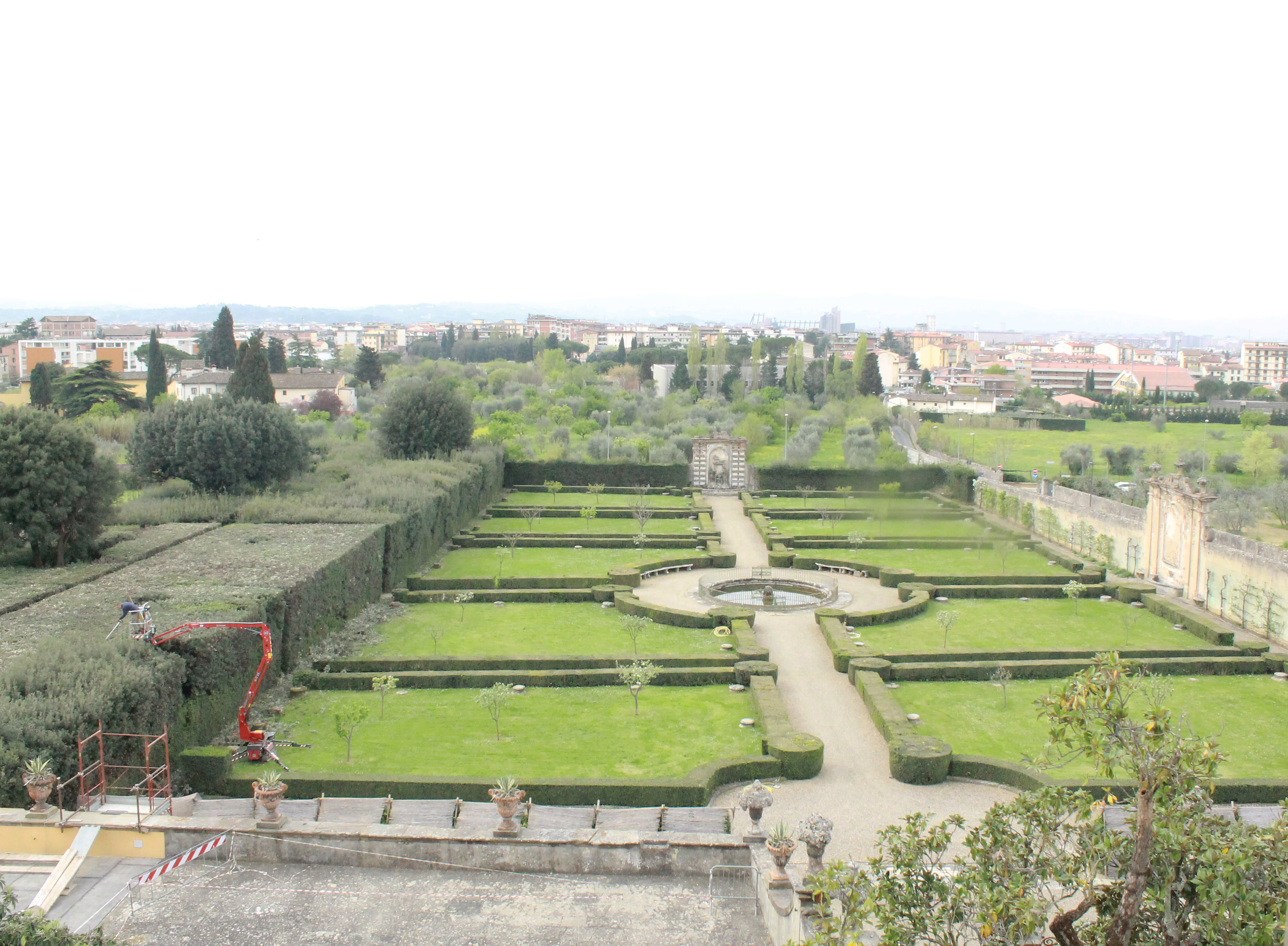
Il giardino

Villa La Quiete si trova nella collina di Castello a Firenze, ai piedi del Monte Morello. Considerata tra gli edifici più significativi nei dintorni di Firenze, deve il suo nome a un affresco di Giovanni da San Giovanni intitolato La Quiete che domina i venti (1632).
La zona dove si trova il complesso era particolarmente amata dalla famiglia Medici, la quale vi possedeva alcune delle sue dimore più belle come la Villa di Careggi, la Villa di Castello e la Villa della Petraia.
La Villa è di proprietà della Regione Toscana ed è parte del sistema museale dell'Università di Firenze. 

## Storia
Anticamente chiamato Palagio di Quarto, dal nome della zona collinare a quattro miglia romane dall'antico centro di Florentia, fu già in possesso della famiglia Orlandini e nel 1438 appartenne al condottiero Niccolò da Tolentino, che la ricevette in dono dalla Repubblica fiorentina per i suoi servigi militari.
Nel 1453 fu comprata da Pierfrancesco de' Medici e in seguito pervenne a Cosimo I che la destinò alla commenda dell'Ordine di Santo Stefano.
Nel 1627 fu riacquistata da Cristina di Lorena, che la ristrutturò dando il via a quello che è considerato uno dei periodi di maggior splendore della villa. Cristina fece edificare un passaggio sospeso, una variante in piccolo del Corridoio vasariano, che giungeva fino a un vicino monastero camaldolese, dedicato a San Giovanni Evangelista di Boldrone. Con la morte di Cristina nel 1636 il complesso venne ereditato dal Granduca Ferdinando II, che, secondo la disposizione della madre, si doveva occupare dell'amministrazione della villa mentre l'uso era riservato alle granduchesse. La villa venne poi acquistata, tramite intercessione di Vittoria della Rovere e il finanziamento di un ignoto donatore, da Eleonora Ramirez de Montalvo (1650), che la destinò a ritiro di campagna per la congregazione da lei fondata, le Montalve. In quel periodo la villa si chiamò Istituto della Quiete.
Nel 1686 la granduchessa Vittoria della Rovere, dopo la morte dell'amica Eleonora, prese sotto la sua protezione l'Istituto, promuovendo l'edificazione della chiesa delle Montalve, terminata nel 1688.

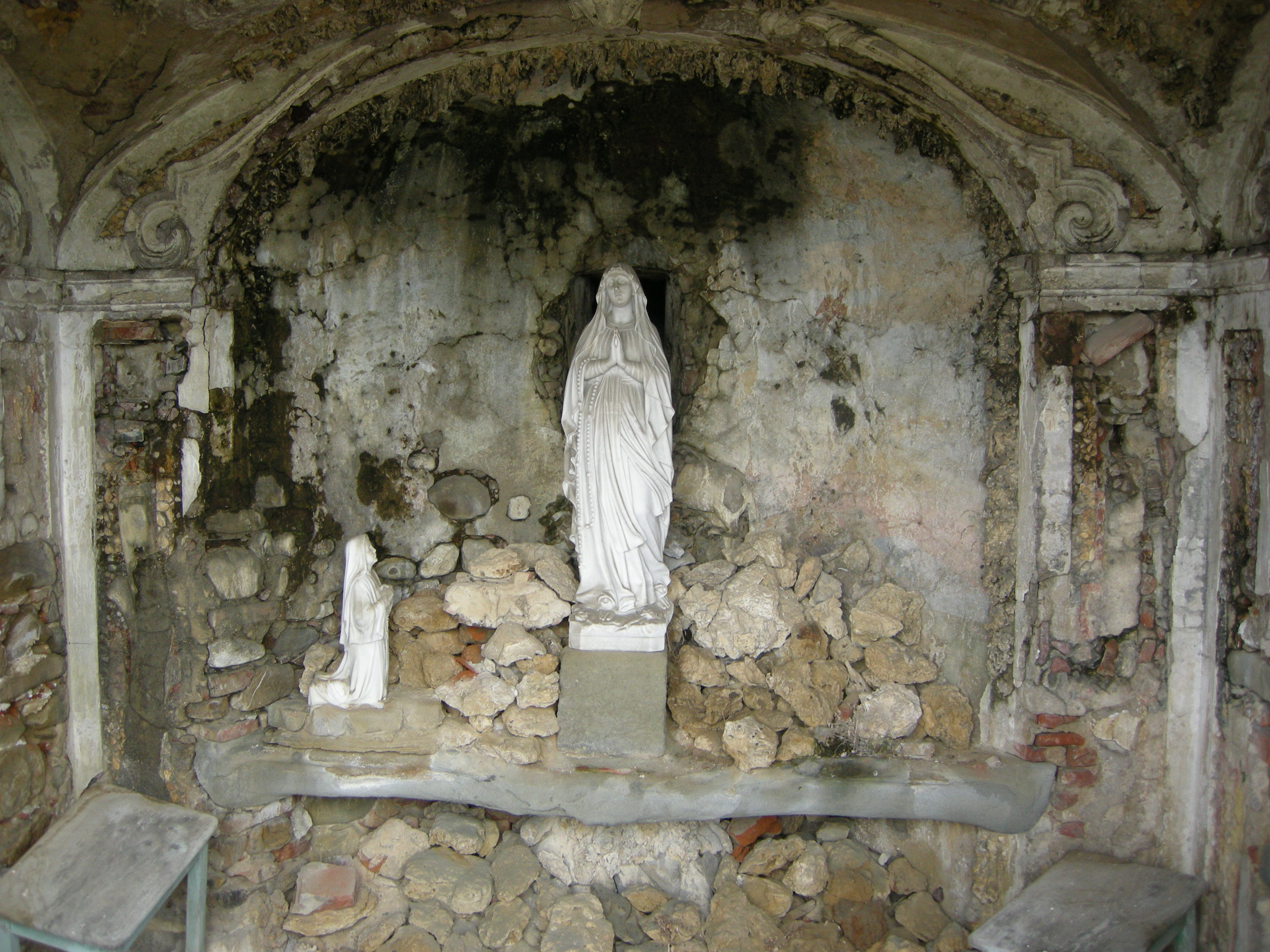
La grotta artificiale

Anche Anna Maria Luisa de' Medici, l'ultima discendente della famiglia, iniziò a risiedere nella villa fra il 1720 e il 1730, e soprattutto a partire dal 1723, arredandola con oggetti provenienti da Palazzo Vecchio e da Palazzo Pitti. Durante la sua permanenza fu ristrutturata e ridecorata la villa e venne costruito il bel giardino all'italiana, per il quale venne realizzato anche il condotto idrico dalla vicina Fonte delle Lepricine. Il curatore fu il botanico Sebastiano Rapi, giardiniere di Boboli, che, su indicazione della stessa Anna Maria Luisa fece provenire il meglio delle specie botaniche e frutticole dalle varie ville medicee. Il giardino oggi resta uno dei rari esempi di giardino settecentesco che non ha subito modifiche al proprio impianto.
L'ordine laico delle Montalve, dedicato all'istruzione di ragazze di buona famiglia, resistette sia alle soppressioni leopoldine che a quelle napoleoniche: durante l'occupazione francese subirono soltanto alcune spoliazioni, arginate in parte da provvidenziali sotterfugi che permisero di nascondere la maggior parte dei preziosi arredi della villa, come gli elementi argentei.
Nel 1886 le Montalve dovettero abbandonare a causa della soppressione la loro sede nel centro cittadino, la chiesa di San Jacopo di Ripoli, portando alla Quiete numerosi arredi e opere d'arte.
Solo col desiderio del cardinale Elia Dalla Costa, nel 1937, l'ordine divenne religioso a tutti gli effetti, con la presa dei voti delle sorelle. Il complesso della villa è rimasto a lungo sede dell'istituto di educazione, soppresso nel 1992, la cui ultima alunna è uscita nel 2001. Il 5 febbraio 1992 la villa, assieme all'intero patrimonio immobiliare del Conservatorio delle Montalve alla Quiete, passò all'Università degli Studi di Firenze, che l'ha destinata a ospitare per un breve periodo il Centro di Cultura per Stranieri e uffici di Polo, anche se in sostanza l'ha tenuta ampiamente inutilizzata. Nel 2008 è in programma un passaggio della villa alla Regione Toscana.

## Descrizione
Il nucleo più antico della villa è quello attorno al primo cortile, più vicino alla strada, dove venne poi addossata la chiesa delle Montalve. Risalgono invece all'Ottocento il salone, i fabbricati a est e la seconda altanza, che bilancia quella un tempo al centro della villa, creando un effetto non allineato alla simmetria del giardino all'italiana.

### La chiesa
La chiesa, opera di Pier Francesco Silvani su commissione di Vittoria della Rovere, ha sulla facciata esterna lo stemma combinato Medici-Della Rovere, al di sopra del portico.
All'interno presenta un coro basso e un coro alto, quest'ultimo usato dalle religiose per assistere alle funzioni. Tra le opere d'arte spicca un Crocifisso ligneo sagomato, già attribuito a Coppo di Marcovaldo ed oggi ritenuto di autore ignoto, con le figure attorno al Cristo ridipinte nel Seicento; la sepoltura di Vittoria della Rovere con un bel busto del Foggini; il sepolcro di Eleonora Ramirez de Montalvo, con un busto in stucco dipinto; un tabernacolo in argento usato per contenere la ricca collezione di gioielli donati dalle allieve e dalle Montalve, ancora in loco.

### I parlatori

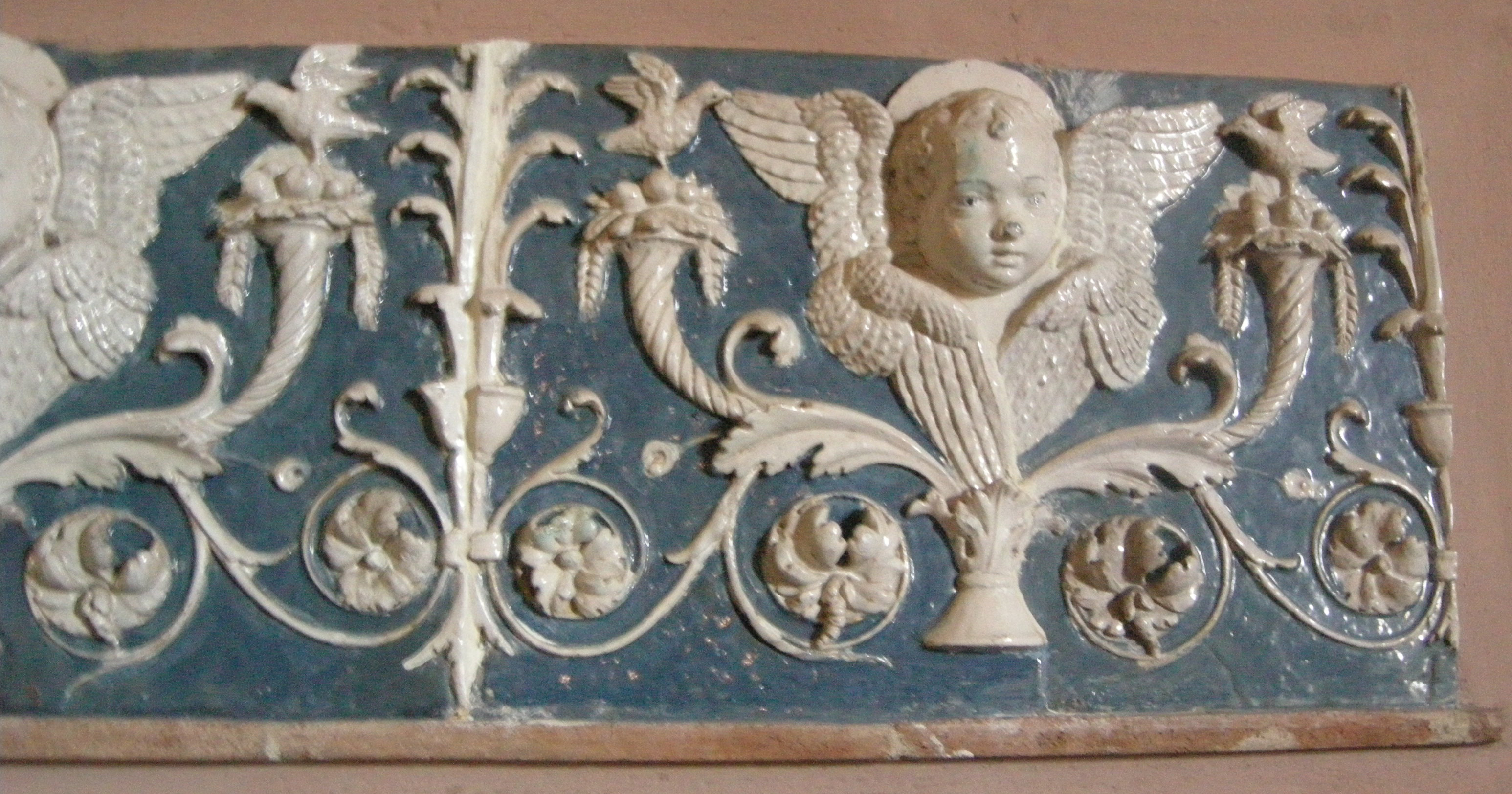
Fregio con cherubini

Alle spalle della chiesa, verso il giardino, si trovavano le stanze abitate dalle nobili protettrici, riconvertite in parlatori all'epoca di Anna Maria Luisa de' Medici, che fece anche rifare la decorazione ad affresco. Si tratta di due ambienti più un salone.
Nel vestibolo, che confina sia con la sagrestia della chiesa, che col cortile e il primo parlatoio, si trova una grande lunetta con Noli me Tangere, attribuita a Fra' Mattia della Robbia o a Giovanni.
Il primo parlatoio presenta vari affreschi con finte architetture e paesaggi con alcune ville medicee (Poggio a Caiano, Pratolino e Poggio Baroncelli), mentre agli angoli sono raffigurati animali simbolici con motti dettati forse dalla stessa Elettrice Palatina. Il soffitto è decorato da un finto pergolato, con numerosi volatili e elementi vegetali, mentre ai lati si trovano alcuni riferimenti araldici, come la corona del Granducato di Toscana.
Il secondo parlatoio ha pure prospettive architettoniche in trompe l'oeil, ma la sua decorazione è anche influenzata dalla moda delle chinoiserie. Vi si trova un antico pianoforte a muro, resto di un'amplissima collezione di strumenti musicali dell'Istituto con la quale si insegnava la musica alle nobili educande.
Il salone, dove un tempo era esposta la parte più importante della collezione di quadri, è oggi decorato dalle due lunette di Giovanni della Robbia e Mattia della Robbia, rispettivamente un Noli me Tangere e un'Incredulità di san Tommaso. Vi si trovano inoltre alcune formelle con cherubini sempre di manifattura robbiana.

### La galleria
Al primo piano si trova la Galleria, che un tempo era un loggiato aperto verso l'esterno. È decorata dall'affresco di Giovanni da San Giovanni del 1632 la Quiete che pacifica i venti, commissionato da Cristina di Lorena e che dà il nome alla villa.

## La collezione d'arte

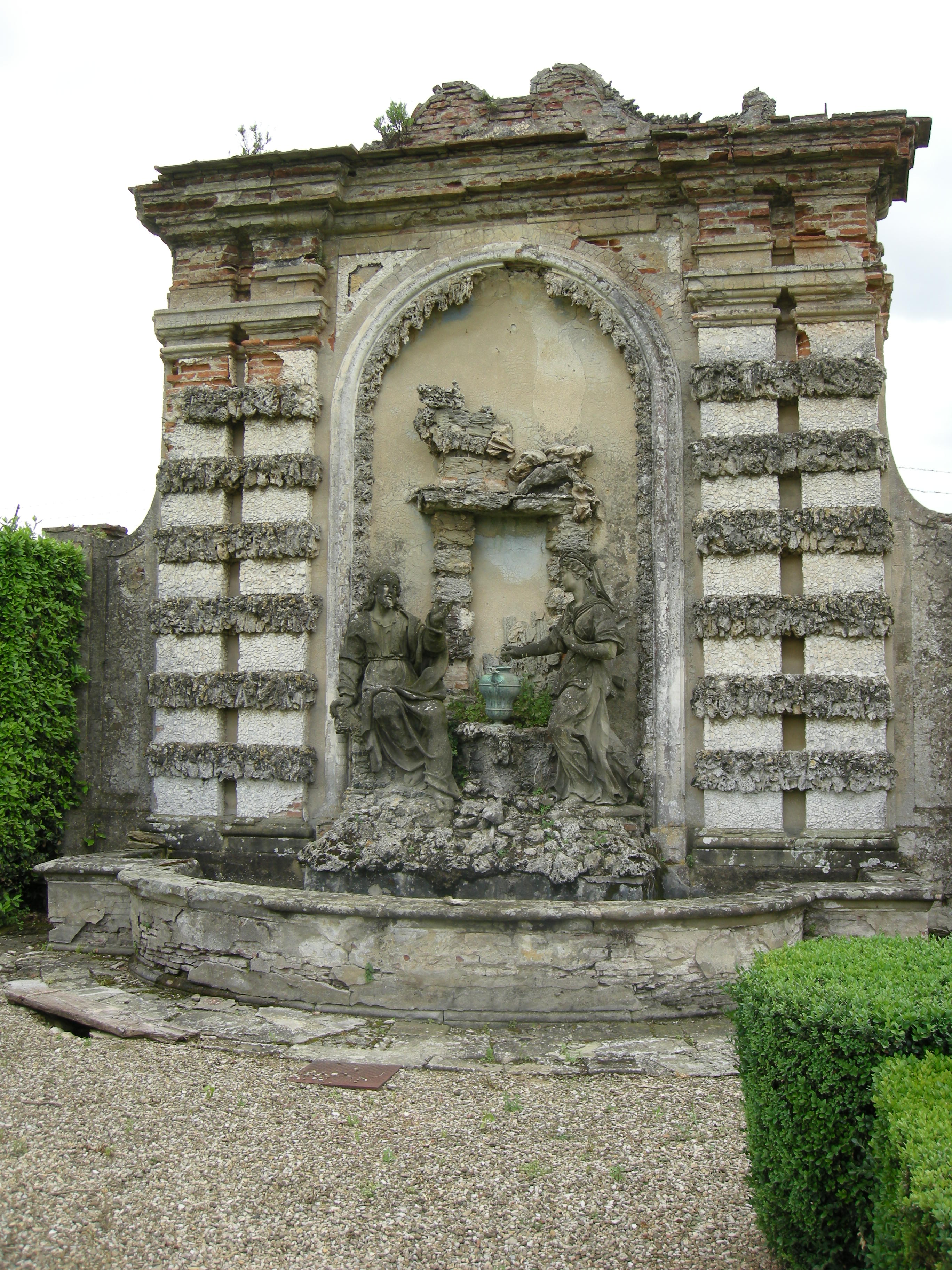
Gioacchino Fortini, Fontana della Samaritana al pozzo

La ricca collezione di opere d'arte è oggi valorizzata in una sala espositiva inaugurata nel 2016.
Tra le opere spiccano l'Incoronazione della Vergine di Sandro Botticelli e bottega, lo Sposalizio di Santa Caterina di Ridolfo del Ghirlandaio, il Matrimonio mistico di Santa Caterina di Michele di Ridolfo del Ghirlandaio.
Altre opere sono:
- I Santi Girolamo, Sebastiano, Casimo e Damiano, tela di Ridolfo del Ghirlandaio
- Epifania e Trinità è di scuola fiorentina del XV secolo
- Ascensione di Neri di Bicci
- Sacra Famiglia del XVII secolo
- Madonna dell'Umiltà di Pietro Nelli (1400-1405)
- Fuga in Egitto di Massimo d'Azeglio
- Crocefissione su tavola polilobata della fine del XV secolo
- Crocifisso eburneo risale al XVII secolo
- Due gruppi in terracotta di Giovan Battista Piamontini del 1725

Il ritratto di Eleonora Ramirez de Montalvo, oggi posto nell'androne di accesso.

## Il giardino
Il giardino all'italiana digrada verso sud ed è strutturato simmetricamente con aiuole geometriche, riquadrate da siepi di bosso e ornate da fontane. Una grande scalinata conserìnte l'accesso dalla terrazza della villa, dove sono piantate alcuni alberi di magnolia, alla terrazza sottostante; tra le rampe è collocata una grotticina, oggi in condizioni piuttosto precarie.
Un alto muro circonda il giardino, intervallato all'interno da edicole seicentesche, la cui sagoma spunta anche sul profilo esterno. Numerosi sono i viali e vialetti interni, che portano al boschetto di lecci, allori e corbezzoli, lasciato tenuto molto alto e anticamente usato per la caccia, ovvero come ragnaia (cioè per tendere le reti tra alberi con le quali si catturavano i piccoli volatili).
A est della villa, delimitato da una limonaia, si trova un parco all'inglese ottocentesco, dall'aspetto informale e asimmetrico.